# لیگ برتر فوتسال زنان ایران ۱۳۹۱
لیگ برتر فوتسال زنان ایران ۱۳۹۱ هشتمین دوره از بالاترین سطح لیگ فوتسال زنان در ایران است که در سال ۱۳۹۱ آغاز شد و در خرداد ماه ۱۳۹۲ به پایان رسید. در پایان تیم ملی حفاری اهواز به مقام قهرمانی این مسابقات رسید.٫
لیگ هشتم با برگزاری ۱۲۲ بازی طی ۲۲ هفته و به صورت رفت و برگشت، ۱۲۲۱ گل از خطوط دروزاه‌ها گذشت که بر این اساس بهترین خط حمله به تیم پرسپولیس تهران با ۱۷۷ گل و بهترین خط دفاع به تیم ملی حفاری اهواز با ۲۳ گل اختصاص یافت. در این رقابت‌ها ۲۲۸ کارت زرد و ۱۲ کارت قرمز از سوی داوران به بازیکنان خاطی داده شد. همچنین فاطمه شریف از تیم متین ورامین با ۶۲ گل، نسیمه غلامی از تیم پالایش نفت آبادان با ۵۷ گل و فاطمه اعتدادی از تیم کاسپین قزوین با ۵۱ گل به عنوان برترین گلزنان لیگ هشتم معرفی شدند. شمشاد دلیجان و تربیت بدنی فسا به دسته یک فوتسال بانوان سقوط کردند.

## رده‌بندی پایانی
| رتبه | تیم                    | امتیاز |
| ---- | ---------------------- | ------ |
| ۱    | ملی حفاری اهواز        | ۶۰     |
| ۲    | پرسپولیس تهران         | ۵۷     |
| ۳    | متین ورامین            | ۵۰     |
| ۴    | پالایش نفت آبادان      | ۵۰     |
| ۵    | کاسپین قزوین           | ۴۰     |
| ۶    | داماش گیلان            | ۳۷     |
| ۷    | شورای شهر نوشهر        | ۲۸     |
| ۸    | شهرداری باغستان شهریار | ۱۴     |
| ۹    | آرمان رضا خراسان رضوی  | ۱۳     |
| ۱۰   | مس پارس                | ۱۲     |
| ۱۱   | تربیت بدنی فسا         | ۱۲     |
| ۱۲   | صنایع شمشاد دلیجان     | ۱۲     |